# 坎帕尼奥拉埃米利亚
坎帕尼奥拉埃米利亚（義大利語：Campagnola Emilia），是意大利雷焦艾米利亚省的一个市镇。总面积24平方公里，人口5569人，人口密度232.0人/平方公里（2009年）。ISTAT代码为035009。